# François Valentiny

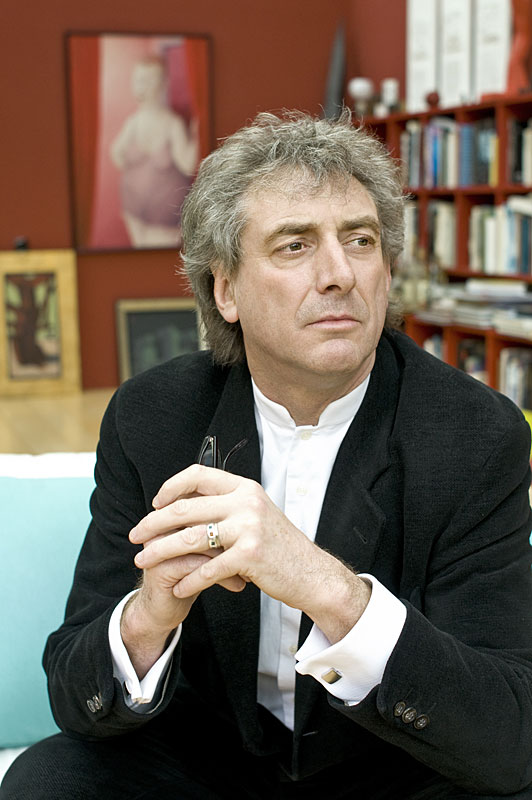
François J. V. Valentiny (2009)

François Jean Victor Valentiny (* 1953 in Remerschen/Schengen, Luxemburg) ist ein Architekt. Der Familientradition folgend wurde er zuerst Zimmermann und begann später ein Architekturstudium an der Ecole d’Architecture de Nancy und der Universität für angewandte Kunst in Wien. 1980 etablierte sich die Partnerschaft mit Hubert Hermann und wurde das Architekturbüro Hermann & Valentiny mit Sitz in Luxemburg und Wien gegründet.

## Leben
François Valentiny ist einer von zwei Söhnen eines Zimmermanns. Er wurde im Alter von zwölf Jahren von den Eltern in ein Internat nach Belgien gesandt. Nach seiner Rückkehr von einem belgischen Internat 1970 wurde er von Beruf Zimmermann. Später begann er ein Architekturstudium an der Ecole d'Architecture de Nancy und der Universität für angewandte Kunst in Wien (1975/1980).
1980 schloss er sein Studium mit dem Titel „Magister architecturae“ in der Meisterklasse von Wilhelm Holzbauer an der Universität für angewandte Kunst in Wien ab und erhielt ein Stipendium des österreichischen Bundesministeriums für Wissenschaft und Forschung. Er wurde Assistent an der Internationalen Sommerakademie in Salzburg. 1980 ging er eine Partnerschaft mit Hubert Hermann ein und es wurde das Architekturbüro Hermann & Valentiny in Luxemburg und Wien gegründet. Von 1987 bis 1992 war er Gastdozent am Fachbereich Architektur der Fachhochschule Trier und 1991 erster Vertreter Luxemburgs bei der Architekturbiennale in Venedig. Von 1991 bis 1994 war er Mitglied des Gestaltungsbeirats der Stadt Salzburg und von 1997 bis 2006 Mitglied des Architektur- und Städtebeirats der Stadt Trier sowie von 2000 bis 2005 Mitglied des Beirats im Deutschen Architekturmuseum in Frankfurt am Main. 1997 wurde die Hermann & Valentiny et Associés SARL gegründet. Von 2000 bis 2003 war er zudem Vertretungsprofessor an der  Hochschule für Technik, Wirtschaft und Kultur in Leipzig und gründete und veröffentlichte 2002 das erste luxemburgische Architekturmagazin Adato. 2003 bis 2007 war er Mitglied des Verwaltungsausschusses der Fondation de l'Architecture et de l'Ingénierie in Luxemburg, deren Präsident er 2006/2007 wurde. 2004 als auch 2006 war er Luxemburgs Kommissar für die Architekturbiennale von Venedig.
Seit 2011 ist er Master of Community Planning und Green Architectural Design bei der Beijing DeTao Masters Academy (DTMA) in Shanghai (China). Im selben Jahr war er Mitbegründer des Festivals Musica em in Trancoso - MeT und Architekt des Amphitheaters im Canyon von Trancoso, Bahia (Brasilien). 2012 wurde er Jurymitglied bei der Verleihung des belgischen Stahldesignpreises Concours Construction Acier 2012 - Belgium.
Die Hermann & Valentiny et Associés SARL wurde 2012 in Valentiny hvp architects Sarl umbenannt. 2014 folgte die Eröffnung des DeTao Master Francois Valentiny Studios in Shanghai und wurde die VALENTINY Stiftung gegründet, die 2016 in Remerschen das Gebäude: VALENTINY Foundation eröffnete.
François Valentiny hat das im Jahr 2010 eröffnete Europäische Museum in Schengen entworfen. Im Jahr 2016 sind während der Öffnungszeiten Teile der Decke eingestürzt.

## Auszeichnungen (Auswahl)
- 2006 wurde Valentiny mit dem Goldenen Ehrenzeichen für Verdienste um die Republik Österreich ausgezeichnet.[3]
- 2007 erhielt er den Luxemburger Architekturpreis
- 2009 wurde er Mitglied der "Academia Scientiarum et Artium Europaea" in Salzburg, Österreich.
- 2016 Ausgezeichnet mit dem Cruz Europea de Oro der Fundacion Europeo Barcelona.
- 2016 Auszeichnung vom Korean Institute of Architects & UIA.
- 2016 Auszeichnung "Holzbaupreis Eifel" in Deutschland für das Biodiversum in Remerschen in Luxemburg.
- 2018 Auszeichnung mit dem Großen Verdienstorden des Landes Salzburg.

## Gebäude und Projekte (Beispiele)
- 1984 Markusturm bei Schengen, L
- 1984–1987 Mautstelle an der Autobahn Luxemburg – Trier, L
- 1984 Aussichtsturm in Dudelange, L; 1. Preis
- 1984 Anhalter Bahnhof Berlin, D
- 1985–1986 Turm Mont St-Jean bei Düdelingen, L
- 1985 Handelshochschule, Wien, A
- 1985 Neugestaltung von Schloss Collart in Bettemburg, L; 1. Preis
- 1986–1988 Feuerwehrzentrale, Itzig, L
- 1988–1989 Tutesall Luxembourg (Umbau des alten Männergefängnisses), L
- 1988 Auszeichnung für die feinste Stahlkonstruktion (Mautstelle an der Autobahn Luxemburg – * Trier):
- 1988 CBLIA Staalprijs - Bruxelles, B
- 1989 Kurort Bad Tatzmannsdorf, A
- 1989 Österreichischer EXPO-Pavillon für die Sevilla Expo '92
- 1990 Luxemburger Pavillon für die EXPO in Sevilla; 2. Preis
- 1990 Wohnsiedlung auf dem Kirchberg, Luxemburg, L; 1. Preis
- 1992 Revitalisierung und Erweiterung des Schlosses Mannswörth, Schwechat bei Wien, A
- 1993–1995 Luxemburger Botschaft in Wien, A; 1. Preis, Architekturpreis der Fondation l'Architecture * et de l'Ingénierie Luxembourg
- 1993–1995 Wohntürme, Halle an der Saale, D
- 1993–1995 Feuerwehrwache, Schengen, L
- 1995–1996 Galerie Clairefontaine, Luxemburg, L
- 1996–2000 Seniorenresidenz / Hotel „Am Dom“, Köln, D
- 1997–2000 Umbau einer ehemaligen Brotfabrik in Wien, A
- 1997–2000 Seniorenresidenz „An der Großen Bleiche“ in Mainz, D
- 1998–2000 Neues Verwaltungsgebäude „Materiaux SA“ in Luxemburg-Stadt, L
- 1998–2000 Neues Verwaltungsgebäude „Ciments SA“ in Esch-sur-Alzette, L, „Preis für vorbildliche * Wirtschaftsarchitektur in NRW“
- 1999–2000 Skiliftstation Lackerhof, A
- 2000–2001 Kunstgalerie Rackey in Bad-Honnef, D
- 2000–2002 Neues Altenpflegeheim mit Kindertagesstätte, Luxembourg-Kirchberg, L
- 2001–2007 Erweiterung und Umbau des Schlosses Heisdorf zum Alten- und Pflegeheim, L, * Wettbewerb: 1. Preis
- 1997–2005 Besucherzentrum „Biodiversum“ in Remerschen, L
- 2002–2006 Neubau „Haus für Mozart“ in Salzburg, A, in Zusammenarbeit mit Wilhelm Holzbauer & * Dieter Irresberger
- 2003–2004 „Turm der Träume und Sehnsüchte“, Landesgartenschau Trier, D, siehe Turm Luxemburg
- 2003–2005 Informationszentrum für das Schengener Übereinkommen in Schengen, L
- 2004–2005 Englisch Dekor Verwaltungs- und Industriegebäude in Strebersdorf, A
- 2004–2006 Jugendherberge in Remerschen, L
- 2005 Wohnanlage Schwechat-Frauenfeld in Wien, A
- 2005–2007 Wellnessbereich Hotel St. Nicolas in Remich, L
- 2006–2007 Umbau der Congresshalle in Saarbrücken, D
- 2006–2007 Neugestaltung des Theaters am Ring in Saarlouis, D
- 2006–2007 Neue Kunstgalerie Rackey 2 in Bad-Honnef, D
- 2006–2009 Neuer Yachthafen in Baku, Aserbaidschan
- 2006–2009 Stadtplanungsstudie zur Entwicklung eines Boulevards in Baku, Aserbaidschan
- 2006–2009 Zwei Aliyev-Villen in Baku, Aserbaidschan
- 2007–2010 Luxembourg Pavilion Expo 2010 in Shanghai, China, Wettbewerb: 1. Preis
- 2008–2015 Universitätsbibliothek «La Maison du Livre» in Esch-Belval, Esch-sur-Alzette, L
- 2009–2014 Altenheim in Schengen, L
- 2010 Neues Verwaltungsgebäude in Saarbrücken, D
- 2010 Säule der Nationen anlässlich der 25. jährlichen Sondierung des Schengener Übereinkommens in Schengen, L
- 2010 Promenade in Schengen, L
- 2010–2014 Bau eines neuen Open-Air-Amphitheaters «Mozarteum» in Trancoso, Brasilien
- 2010–2014 Bau einer schwimmenden Bühne mit einem Kulturzentrum in Insenborn, L
- 2011 Schengen Park in Peking, Volksrepublik China
- 2011 Umbau und Erweiterung der ehemaligen Sakristei Neunhausen, L
- 2012 "Koch'haus" in Schengen, L
- 2012 „Pontonboot“ in Schengen, L

## Veröffentlichungen
- 2006 Die Geschichte der Salzburger Festspiele von 1894 bis 2006, Wilhelm Holzbauer & François Valentiny, Jung & Jung, Salzburg
- 2008 Codes, Hermann & Valentiny and Partners, Birkhäuser, Basel–Boston–Berlin
- 2010 Luxembourg Expo Pavillon 2010 Shanghai, Hermann & Valentiny and Partners, Jovis, Berlin
- 2011 François Valentiny "De Tao Master of Community Planning and Green Architectural Design", De Tao Masters series books, China development press, Beijing, China
- 2021 40 Years Valentiny Architects - Stories from the Inside, Birkhäuser Verlag, Basel/Berlin/Boston